# 国見町 (大分県)
国見町（くにみちょう）は、かつて大分県東国東郡にあった町である。
2006年3月31日に姫島村を除く東国東郡の各町と新設合併して国東市となり消滅した。

## 地理
国東半島の北部に位置する。海岸に近い地域に集落が点在している。中心集落は伊美地区。
- 山：両子山、文珠山、鷲ノ巣岳、不動山

## 歴史
- 1889年 - 町村制施行により、竹田津村・伊美村・上伊美村・熊毛村が成立[2]。
- 1913年 - 竹田津村が町制施行し、竹田津町となる[2]。
- 1940年 - 伊美村が上伊美村を編入[2]。
- 1951年1月1日 - 伊美村が町制施行し、伊美町となる[3]。
- 1955年4月1日 - 伊美町と熊毛村が対等合併し、国見町（くにみまち）が発足[1][2]。
- 1960年3月31日 - 国見町と竹田津町が対等合併し、国見町（くにみちょう）が発足[1][2]。
- 2006年3月31日 - 国東町・武蔵町・安岐町と新設合併し国東市となる。

## 地域

### 教育

#### 高等学校
- 大分県立双国高等学校

#### 中学校
- 国見町立国見中学校

#### 小学校
- 国見町立伊美小学校
- 国見町立熊毛小学校
- 国見町立竹田津小学校

## 交通

### 鉄道
- 鉄道駅はなし。最寄り鉄道駅はJR九州日豊本線宇佐駅（宇佐市）[1]。

### 空港
- 空港はなし。最寄り空港は大分空港。

### バス路線
- 大分交通グループ（大分交通・国東観光バス）

### 航路
- 姫島村営フェリー
  - 国見町（国東港伊美地区（旧伊美港）） - 姫島村（姫島港）
- スオーナダフェリー
  - 国見町（竹田津港） - 周南市（徳山港）[1]

他に国東港岐部地区（旧岐部港）、櫛来地区（旧櫛来港）、熊毛地区（旧熊毛港）、向田地区（旧向田港）があるが、旅客航路はなし。

### 道路
高速道路はなし。

#### 一般国道
- 国道213号

#### 県道
主要地方道
- 大分県道31号山香国見線

## 名所・旧跡・観光スポット・祭事・催事
- 岩倉社
- 国見温泉あかねの郷
- ペトロカスイ岐部記念公園
- 伊美別宮社
- 向田海岸 海水浴場・キャンプ場
- 権現崎ふるさと自然公園・キャンプ場
- 千燈寺跡
- 馬ノ瀬

### 祭事
- ごんげん祭 - 7月下旬
- 赤根善神王祭 - 9月10日
- ケベス祭 - 10月14日（岩倉社）
- 流鏑馬（やぶさめ） - 10月15日（伊美別宮社）
- ちょるちょる祭り - 11月の第2土・日曜日

### 催事
- デュアスロン・ジャパン国東半島国見大会 - 10月下旬

## 国見町出身の著名人・有名人
- ペトロ・カスイ・岐部 - 江戸時代のカトリックの司祭、福者
- 吉武真太郎 - プロ野球選手